# Grimorij pape Honorija
Grimorij pape Honorija (lat. Grimorium Honorii Magni, fr. Le Grimoire du Pape Honorius) je grimorij iz 18. ili 19. stoljeća čije je navodno autorstvo pripisano srednjovjekovnom papi Honoriju III. (1148. – 1227.).
Knjiga opisuje rituale crne magije, daje katalog palih anđela i upute kako ih prizvati te spominje neke od važnijih demona iz judeo-kršćanske tradicije, poput Lucifera i Astarota. Jednako tako, sadrži i niz kršćanskih blagoslova i formula. Francuski okultist iz 19. stoljeća Eliphas Levi opisao je ovaj grimorij kao užasan i izopaćen. Iako se grimorij imenom poziva na tradiciju Honorijeve knjige zakletvi, grimorija iz 13. stoljeća, sadržajno je bliži kasnijim knjigama magije, kao što su Ključ kralja Salomona i Grimorium Verum. Također, knjiga preuzima sadržaj, poput onog o Ruci slave, iz grimorija Petit Albert.
Knjiga se 1802. godine našla na španjolskom Indeksu zabranjenih knjiga.